# 1972-es magyar férfi vízilabda-bajnokság (másodosztály)
Az 1972-es magyar férfi másodosztályú vízilabda-bajnokságban tíz csapat indult el, a csapatok két kört játszottak.

## Tabella
| #   | Csapat             | M  | Gy | D | V  | G+  | G-  | P  | Megjegyzés     |
| --- | ------------------ | -- | -- | - | -- | --- | --- | -- | -------------- |
| 1.  | Szentesi Vízmű     | 18 | 14 | 1 | 3  | 103 | 74  | 29 |                |
| 2.  | Szegedi EOL SC     | 18 | 13 | 2 | 3  | 109 | 74  | 28 |                |
| 3.  | MAFC               | 18 | 13 | 1 | 4  | 100 | 71  | 27 |                |
| 4.  | Tatabányai Bányász | 18 | 8  | 3 | 7  | 96  | 83  | 19 |                |
| 5.  | BSE                | 18 | 9  | 1 | 8  | 89  | 92  | 19 |                |
| 6.  | HÓDIKÖT SE         | 18 | 7  | 3 | 8  | 62  | 67  | 17 |                |
| 7.  | Tipográfia TE      | 18 | 6  | 4 | 8  | 82  | 98  | 16 |                |
| 8.  | Elektromos SE      | 18 | 6  | 3 | 9  | 76  | 90  | 14 | 1 pont levonva |
| 9.  | VM Egyetértés      | 18 | 2  | 3 | 13 | 65  | 85  | 7  |                |
| 10. | MTK                | 18 | 2  | 1 | 15 | 70  | 118 | 3  | 2 pont levonva |

* M: Mérkőzés Gy: Győzelem D: Döntetlen V: Vereség G+: Dobott gól G-: Kapott gól P: Pont